# Jacques Gabriel du Chaffault
Pour les articles homonymes, voir Chaffault.
Jacques Gabriel du Chaffault, né à Montaigu le 9 janvier 1769 et mort à Paris le 20 décembre 1849, est un militaire et homme politique français.

## Biographie
Jacques Gabriel du Chaffault est le fils de Sylvestre François du Chaffault, officier, et de Marie Françoise Renée Marin de La Guignardière. Il est le petit-neveu de l'amiral Louis Charles du Chaffault de Besné.
Il se rangea, dès la première heure, parmi les adversaires de la Révolution, émigra, fit la campagne de 1792 dans l'armée des princes comme officier dans l'artillerie de la légion Mirabeau ; il fut blessé, le 17 mai 1793, dans un combat entre l'armée de Condé et les troupes du général Custine. 
Lors des Cent-Jours, il prend part à l'insurrection vendéenne de 1815. Il est fait chevalier de Saint-Louis et de la Légion d'honneur. 
Député en 1830, il rejoint l'opposition libérale et vote l'adresse des 221. Dans le journal Le Drapeau blanc, le préfet de Chassenon de Curzay l'accuse d'avoir déserté la cause royale. Du Chaffault réplique alors dans le journal Le Constitutionnel : « Oui, j'ai quitté les rangs des royalistes exclusifs, ou plutôt ce sont eux qui sont restés en arrière, qui n'ont plus voulu m'accompagner, quand j'ai continué de prendre pour guidon le panache blanc qui flottait sur la tête d'un descendant d'Henri IV. [...] Suivant ce panache, je suis arrivé tout naturellement au milieu de la masse nationale, de cette masse que l'on croit insulter, en désignant sous le nom de libéraux ceux qui en font partie ».
Le 3 juillet 1830, il fut élu député par le collège de département de la Vendée, et fut réélu, le 5 juillet 1831, dans le 4e collège électoral de la Vendée. Il prit place dans l'opposition légitimiste. Non réélu en 1834, il réintègre la Chambre, le 10 janvier 1835, nommé par le 3e collège, en remplacement de Jacques Laffitte qui avait opté pour Paris. Son troisième mandat s'est terminé le 3 octobre 1837.
Il a été admis à la retraite, comme colonel d'artillerie, le 14 mars 1833.
Marié en premières noces à Louise-Renée Pâris de Soulanges, il est le beau-père d'Antoine Espivent de La Villesboisnet.

## Sources
- Émile Gabory, Les Guerres de Vendée, Éditions Robert Laffont, coll. « Bouquins », 2009, 1504 p. (ISBN 978-2-221-11309-7).
- « Jacques Gabriel du Chaffault », dans Adolphe Robert et Gaston Cougny, Dictionnaire des parlementaires français, Edgar Bourloton, 1889-1891 [détail de l’édition].